# Bertha Arroyo de Alva
Bertha Esther Arroyo Patiño de Alva (Lima, 27 de febrero de 1934) es una asistenta social y política peruana. Fue una de los fundadores de Acción Popular, partido político del expresidente Fernando Belaúnde Terry, y ejerció como senadora en 1985 y diputada por Lima en 1980. Fue también vicepresidenta del Acción Popular, desde 2014 hasta 2018, y actualmente forma parte del Comité Político del partido.

## Biografía
Bertha Arroyo nació en la ciudad de Lima, el 27 de febrero de 1934.
Realizó sus estudios primarios y secundarios en Lima, los últimos en la Gran Unidad Escolar Miguel Grau de distrito de Magdalena del Mar. Luego ingresó a la Universidad Nacional Mayor de San Marcos, en donde estudió la carrera de Asistencia Social entre 1951 y 1954.
Estuvo casada con Jaime Alva Orlandini, hermano del accionpopulista Javier Alva Orlandini, desde el año 1960 hasta su fallecimiento en el año 2021.

## Trayectoria
Bertha Arroyo incursiona en el ámbito político cuando en el año 1956 se une a la fundación de Acción Popular, partido político del arquitecto Fernando Belaúnde Terry. Luego en el año 1966, postuló como regidora de la Municipalidad de Lima por la coalición entre Acción Popular y el Partido Demócrata Cristiano, la cual tuvo éxito.
En las elecciones generales del año 1980, postuló a la Cámara de Diputados del Congreso de la República por la circunscripción de Lima y fue elegida como diputada para el periodo parlamentario 1980-1985.
Al culminar su gestión, Arroyo decidió postular a la Cámara de Senadores por Acción Popular y tuvo éxito en las elecciones del año 1985, siendo juramentada para el periodo 1985-1990 y formando parte de la oposición al primer gobierno de Alan García.
Intentó nuevamente ser senadora en 1990 por el Frente Democrático, sin embargo, no tuvo éxito. Posteriormente formó parte de la oposición al gobierno de Alberto Fujimori tras el autogolpe de estado del 5 de abril de 1992, la cual dicho gobierno terminó en el año 2000 ante escándalos de corrupción.
Bertha Arroyo decidió dedicarse a las actividades partidarias de Acción Popular, donde ejerció los cargos de subsecretaria de Relaciones Exteriores (2010-2012), defensora del afiliado (2012-2014), secretaria de Coordinadores (2013-2014) y, finalmente, ocupó la vicepresidencia del partido desde el año 2014 hasta el año 2018, siendo el presidente Mesías Guevara.
En las elecciones generales del año 2016, Bertha Arroyo volvió al ámbito político y postuló al Parlamento Andino por Acción Popular, la cual no tuvo éxito y logró solamente 118,941 votos.
Desde el término de mandato de Mesías Guevara en 2018, Bertha Arroyo asumió interinamente la presidencia del partido hasta el año 2024, año en el que fue elegido Julio Chávez como nuevo presidente de Acción Popular.
En octubre del año 2020, presentó nuevamente su candidatura al Parlamento Andino para las elecciones generales del año 2021, sin embargo, Arroyo terminó por renunciar a su candidatura.
El 14 de marzo del 2024, Bertha Arroyo fue homenajeada por el Congreso de la República en el marco del Día Internacional de la Mujer.